# A,B,C,Q
A,B,C,Q (o, de vegades, a, b, c, q), també conegut popularment com a Lletres toves, és una escultura de Francesc Torres i Monsó de l'any 1980 que es troba instal·lada a la via pública, a la plaça de l'Hospital de Girona. Es tracta de quatre lletres de diferents colors (taronja, blau, groc i vermell), de mida grossa, que permeten als infants de jugar-hi; originalment, es tractava de les lletres «a», «b», «c» i «d», però aquesta darrera va quedar girada i finalment esdevingué una «q». L'obra fou promoguda per l'Ajuntament de Girona i la Banca Mas Sardà en motiu de l'Any Internacional del Nen. L'escultura ret homenatge a les lletres i els colors de Joan Miró.